# Ptilinus
Ptilinus là một chi bọ cánh cứng bản địa của miền Cổ bắc (bao gồm châu Âu), Cận Đông, miền Tân bắc, miền Tân nhiệt đới và Bắc Phi.